# Nikołaj Dimitrow
Nikołaj Dimitrow (buł. Николай Димитров, ur. 15 października 1987 w Ruse) – piłkarz bułgarski grający na pozycji bocznego pomocnika. Od 2015 roku jest zawodnikiem klubu Skoda Ksanti.

## Kariera klubowa
Karierę piłkarską Dimitrow rozpoczął w klubie Lewski Sofia. W 2004 roku awansował do kadry pierwszej drużyny. W bułgarskiej ekstraklasie zadebiutował 6 sierpnia 2004 roku w wygranym 3:0 domowym spotkaniu ze Slawią Sofia. W 2005 roku zdobył z Lewskim Puchar Bułgarii. Z kolei 30 kwietnia 2006 roku w meczu z Rodopą Smolan (6:1) strzelił pierwszą bramkę w lidze. W 2006 roku wywalczył swoje pierwsze mistrzostwo kraju. Od początku sezonu 2007/2008 był podstawowym zawodnikiem Lewskiego. W 2007 roku wywalczył z nim dublet, a w 2009 roku po raz trzeci został mistrzem kraju.
Latem 2010 roku Dimitrow podpisał pięcioletni kontrakt z tureckim klubem Kasımpaşa SK, do którego przeszedł wraz z klubowym partnerem z Lewskiego, Georgim Sarmowem. W tureckiej lidze zadebiutował 14 sierpnia 2010 roku w zremisowanym 0:0 wyjazdowym spotkaniu z Gaziantepsporem. 20 listopada w meczu z Gençlerbirliği SK (1:1) strzelił pierwszego gola w tureckiej lidze. Następnie grał w takich tureckich klubach jak: Samsunspor, Boluspor i Manisaspor. Latem 2015 przeszedł do greckiej Skody Ksanti.
| Sezon   | Klub         | Kraj     | Rozgrywki          | Mecze | Bramki |
| ------- | ------------ | -------- | ------------------ | ----- | ------ |
| 2004/05 | Lewski Sofia | Bułgaria | A PFG              | 7     | 0      |
| 2005/06 | Lewski Sofia | Bułgaria | A PFG              | 6     | 2      |
| 2006/07 | Lewski Sofia | Bułgaria | A PFG              | 8     | 3      |
| 2007/08 | Lewski Sofia | Bułgaria | A PFG              | 29    | 8      |
| 2008/09 | Lewski Sofia | Bułgaria | A PFG              | 17    | 1      |
| 2009/10 | Lewski Sofia | Bułgaria | A PFG              | 22    | 4      |
| 2010/11 | Kasımpaşa SK | Turcja   | Süper Lig          | 23    | 2      |
| 2011/12 | Kasımpaşa SK | Turcja   | 1. Lig             | 30    | 12     |
| 2012/13 | Kasımpaşa SK | Turcja   | Süper Lig          | 2     | 0      |
| 2012/13 | Samsunspor   | Turcja   | 1. Lig             | 17    | 5      |
| 2013/14 | Boluspor     | Turcja   | 1. Lig             | 25    | 2      |
| 2014/15 | Manisaspor   | Turcja   | 1. Lig             | 32    | 11     |
| 2015/16 | Skoda Ksanti | Grecja   | Superleague Ellada |       |        |

## Kariera reprezentacyjna
W latach 2006–2009 Dimitrow grał w reprezentacji Bułgarii U-21. W dorosłej reprezentacji zadebiutował 6 lutego 2008 roku w wygranym 1:0 towarzyskim spotkaniu z Irlandią Północną.